# Ctenophila aigretteianum
Ctenophila aigretteianum ist eine ausgestorbene Landlungenschneckenart, die auf der Île aux Aigrettes vor Mauritius endemisch war. Das subfossile Material wurde 1989 von Carl G. Jones und Owen Lee Griffiths in der Limekiln Cave auf der Île aux Aigrettes entdeckt und im Jahr 2000 von Griffiths wissenschaftlich beschrieben.

## Merkmale
Der Holotypus von Ctenophila aigretteianum hat eine Gehäusehöhe von 1,55 mm und einen Gehäusedurchmesser von 2,4 mm. Das scheibenförmige, abgeflachte Gehäuse ist hell glänzend weiß. Die vier Windungen sind regelmäßig erhöht. Die Naht ist mäßig eingedrückt. Die ovale Mündung ist gedrückt und befindet sich etwas unterhalb der Gehäuseebene. Der Umbilicus (Nabel) ist sehr breit. Die äußere Mündungslippe ist dünn, scharf und nicht umgeschlagen, außer am unteren Teil der Spindel (Columella), wo sie nach außen etwas umgeschlagen ist. Es gibt zwei glatte Embryonalwindungen. Die nachfolgenden Windungen haben unregelmäßige Wachstumslinien, die oft oberhalb der Naht und am Gehäuserand hervorstehen. 
Ctenophila aigretteianum ähnelt der rezenten Art Ctenophila vorticella von der Insel Réunion in der Gehäusestruktur und in der Gehäusegestalt. Ctenophila vorticella hat jedoch sehr hervorstehende Radialrippen am oberen und unteren Rand des Gehäuses. Bei subfossilen Exemplaren von Ctenophila vorticella, die kein Periostracum mehr haben, bleiben diese Radialrippen erhalten, bei Ctenophila aigretteianum sind sie jedoch komplett abwesend.

## Status
Der Kalksteinschutt, in dem das Typusmaterial (20 adulte und subadulte Gehäuse) gefunden wurde, wird auf ein Alter von 5.000 bis 15.000 Jahren BP datiert. Dies lässt vermuten, dass Ctenophila aigretteianum bereits vor der Ankunft des Menschen auf den Maskarenen ausstarb. Von Mauritius selbst ist diese Art nicht bekannt und auch lebende Exemplare wurden nie gefunden.